# Верхнє Інхело
Верхнє Інхело (рос. Верхнее Инхело) — село Ахвахського району, Дагестану Росії. Входить до складу муніципального утворення Сільрада Верхньоінхелінська.
Населення — 397 (2010).

## Населення
За даними перепису населення 2002 року в селі мешкало 350 осіб. У тому числі 169 (48,29 %) чоловіків та 181 (51,71 %) жінка.
Переважна більшість мешканців — аварці (93 % усіх мешканців). У селі переважає каратинська мова.